# Narciso Riet
Narciso „Franzl“ Riet (* 30. September 1908 in Mülheim an der Ruhr; † Anfang 1945 in Berlin) war ein italienischer Zeuge Jehovas und bedeutender Vertreter selbiger, der im Dritten Reich und in dessen besetzten Gebieten für diese tätig war. Er wurde vom NS-Regime ermordet.

## Leben und Werk
Narciso Riet wurde als Sohn italienischer Eltern in Deutschland geboren und wurde Franzl genannt. Seine Familie stammt aus Friaul. Er behielt zeitlebens die italienische Staatsbürgerschaft. 1931 ließ er sich von den Zeugen Jehovas taufen, 1934 heiratete er Anna, eine Tschechin. Da die Zeugen Jehovas in der Zeit des Nationalsozialismus diffamiert und verfolgt wurden, mussten sie sich schnell die nötigen Fähigkeiten zu konspirativer Untergrundtätigkeit aneignen. Die Zentrale der deutschsprachigen Zeugen Jehovas befand sich im Bibelhaus in Bern und Narciso Riet wurde zu einem wichtigen Verbindungsmann zwischen der Zentrale, dem Bethel in Magdeburg und illegalen Gruppen der Zeugen Jehovas in weiten Teilen des Großdeutschen Reiches. Er reiste von Gruppe zu Gruppe, bestärkte sie in ihrer Tätigkeit und versorgte sie mit zum Teil verfilmten Ausgaben des Wachtturms. Diese wurden dann vor Ort vervielfältigt und verteilt. Riet war auch Autor zahlreicher Schriften und leistete den Gruppen vor Ort logistische und organisatorische Unterstützung.
Auf einer seiner Reisen kam Riet Ende Dezember 1942 auch nach Innsbruck, wo er Matthäus Burgstaller zur Mitarbeit an der Herstellung des Wachtturms motivierte. Ab März 1943 lebte er illegal in Innsbruck, organisierte Gruppen von Zeugen Jehovas und verfasste mehrere Flugblätter. Darin wurde der Nationalsozialismus als „das Werk Satans“ interpretiert. Diese Schriften lagen auch der späteren Anklageschrift des Oberreichsanwalts zugrunde. Im August 1943 flüchtete er nach Cernobbio in der Provinz Como, wo er seine Vernetzungsarbeit unter den zerstreuten italienischen Gruppen fortsetzte. Im September 1943 kam es zum Einmarsch der NS-Truppen in Norditalien und zur Gründung der Sozialrepublik Italien. Riet wurde schließlich von der Gestapo aufgespürt, verhaftet und ins KZ Dachau deportiert. Dort soll er in Ketten gelegt und schrecklich gequält worden sein. Er wurde schließlich nach Berlin überstellt.
Am 28. November 1944 verurteilte ihn der 3. Senat des Volksgerichtshofs  wegen Wehrkraftzersetzung zum Tode. Zeitpunkt und genaue Umstände seines Todes sind nicht einwandfrei geklärt. Vermutlich starb er Anfang 1945 in Haft.

## Gedenken
Im Park von Cernobbio wurde eine Gedenktafel für Narciso Riet errichtet. Am Innsbrucker Befreiungsdenkmal ist sein Name vermerkt.